# Balat (Egipt)
Balat – miejscowość w Egipcie, w muhafazie Nowa Dolina. W 2006 roku liczyła 3794 mieszkańców.